# 2022年2月中國大陸

## 2月12日
- 在同城求职网上被骗而被绑架至柬埔寨的中国男子成功逃脱，被柬医院收治，生命垂危，中华人民共和国警方已立案，大使馆要求柬方尽快立案。[1]

## 2月20日
- 北京冬奥会闭幕。[2]

## 2月23日
- 江苏省委省政府调查组发布徐州八孩母親事件调查通报。[3]

## 2月25日
- 北京、延庆和张家口三个冬残奥村正式开村。[4]

## 2月27日
- 长征四号系列运载的陆地探测一号01组B星在酒泉卫星发射中心成功发射，将与A星在轨组网。[5]

## 2月28日
- 中国国家统计局发布2021年国民经济和社会发展统计公报，全国农民工人均月收入4432元。[6]